# BAZAAR (バンド)
BAZAAR（バザール）は、サクラマコトらが結成した無国籍ビートバンド。

## 年譜
- 1986年 7月 サクラマコト、高橋学が中心となり、前身となるPRESENTSを結成。
- 1987年 10月 世界歌謡祭出場。
- 1988年 PRESENTSをBAZAAR（バザール）と改名し、CBS・ソニーからレコードデビュー。その後、解散。

## 作品
- 『BAZAAR』 （1989年3月21日） （CBS・ソニー）

## 関連人物
- 粂井高雄
- 小西康陽
- 笹路正徳